# Крупецька волость (Дубенський повіт)
Крупецька волость — адміністративно-територіальна одиниця Дубенського повіту Волинської губернії з центром у містечку Крупець.
Наприкінці ХІХ ст. до складу волості увійшли більшість поселень ліквідованої Козинської волості.
Станом на 1886 рік складалася з 20 поселень, 8 сільських громад. Населення — 5181 особа (2543 чоловічої статі та 2638 — жіночої), 427 дворових господарства.
|                     | Площа, десятин | У тому числі орної, десятин |
| ------------------- | -------------- | --------------------------- |
| Сільських громад    | 9634           | 7009                        |
| Приватної власності | 6420           | 2224                        |
| Іншої власності     | 328            | 197                         |
| Загалом             | 16382          | 9430                        |

Основні поселення волості:
- Крупець — колишнє державне містечко при річці Біла Криниця за 48 верст від повітового міста, 420 осіб, 52 двори; волосне правління, православна церква, католицька каплиця, єврейський молитовний будинок, поштова станція, постоялий будинок, ярмарок, пиоварний завод. За 7 верст - залізнична станція Поліська Рудня.
- Карпилівка — колишнє державне село, 323 особи, 40 дворів, православна церква, постоялий будинок.
- Козинська Пляшева — колишнє власницьке село при струмку, 410 осіб, 51 двір, православна церква, постоялий будинок.
- Михайлівка — колишнє державне село, 350 осіб, 51 двір, православна церква, постоялий будинок.
- Сестрятин — колишнє власницьке село при річці Слонівка, 711 осіб, 72 двори, православна церква, каплиця, постоялий будинок, цегельний, пивоварний та винокурний заводи.
- Ситне — колишнє державне село, 600 осіб, 74 двори, православна церква, школа, постоялий будинок.
- Срібне — колишнє власницьке село при струмку Ситенька, 420 осіб, 63 двори, православна церква, постоялий будинок.
- Янівка  — колишнє власницьке село, 360 осіб, 40 дворів, млин американського влаштування.

## Після 1920р.
Волость існувала до 1920 р. у складі Дубенського повіту Волинської губернії. 18 березня 1921 року Західна Волинь анексована Польщею. У Польщі існувала під назвою ґміна Крупець Дубенського повіту Волинського воєводства в тому ж складі, що й до 1921 року. 
На 1936 рік гміна складалася з 24 громад:
1. Баранне — село: Баранне;
2. Дубини — село: Дубини;
3. Дубини Нові — село: Дубини Нові;
4. Гранівка — село: Гранівка;
5. Гайки — село: Гайки та хутори: Березина і Парамуди;
6. Іващуки — село: Іващуки та хутір: Полики;
7. Янівка — село: Янівка та хутори: Барани, Дем'яни, Михалуві, Мокре-Микилки, Мокре-Рейші й Середнє;
8. Карпилівка — село: Карпилівка;
9. Козин — містечко: Козин;
10. Козин — село: Козин та хутори: Дубенчик, Курсики, Павіки, Середнє і Соснина;
11. Крупець — село: Крупець та хутори: Гаї, Гнильче і Тома;
12. Михайлівка — село: Михайлівка та хутори: Адамівка, Ґорґулі й Засів;
13. Пляшева — село: Пляшева;
14. Понятівка — село: Понятівка;
15. Пустоіванне — село: Пустоіванне та хутори: Гаї, Гусари й Чорнолізка;
16. Рудня — село: Рудня та селище: Рудня Почаївська;
17. Савчуки — село: Савчуки;
18. Сестрятин — село: Сестрятин та хутори: Безодня, Хармаці, Пасіки, Почаїв і Ситенка;
19. Срібне — село: Срібне;
20. Старики — село: Старики;
21. Ситне — село: Ситне та хутори: Коти й Табачуки
22. Тернівка — село: Тернівка та хутори: Фіки і Глиняна;
23. Загаї-Діброва — село: Загаї-Діброва;
24. Зигмунтівка — село: Зигмунтівка.

Після радянської анексії західноукраїнських земель ґміна ліквідована у зв'язку з утворенням Козинського району.